# الأرملة والشيطان (فلم)
الأرملة والشيطان فيلم مصري تم إنتاجه 1984، من إخراج هنري بركات و بطولة صفية العمري و فاروق الفيشاوي و معالي زايد.

## تمثيل
- صفية العمري
- فاروق الفيشاوي
- معالي زايد
- إبراهيم الشرقاوي
- ثريا حلمي

## روابط خارجية
- مقالات تستعمل روابط فنية بلا صلة مع ويكي بيانات